# John Whitaker Hulke

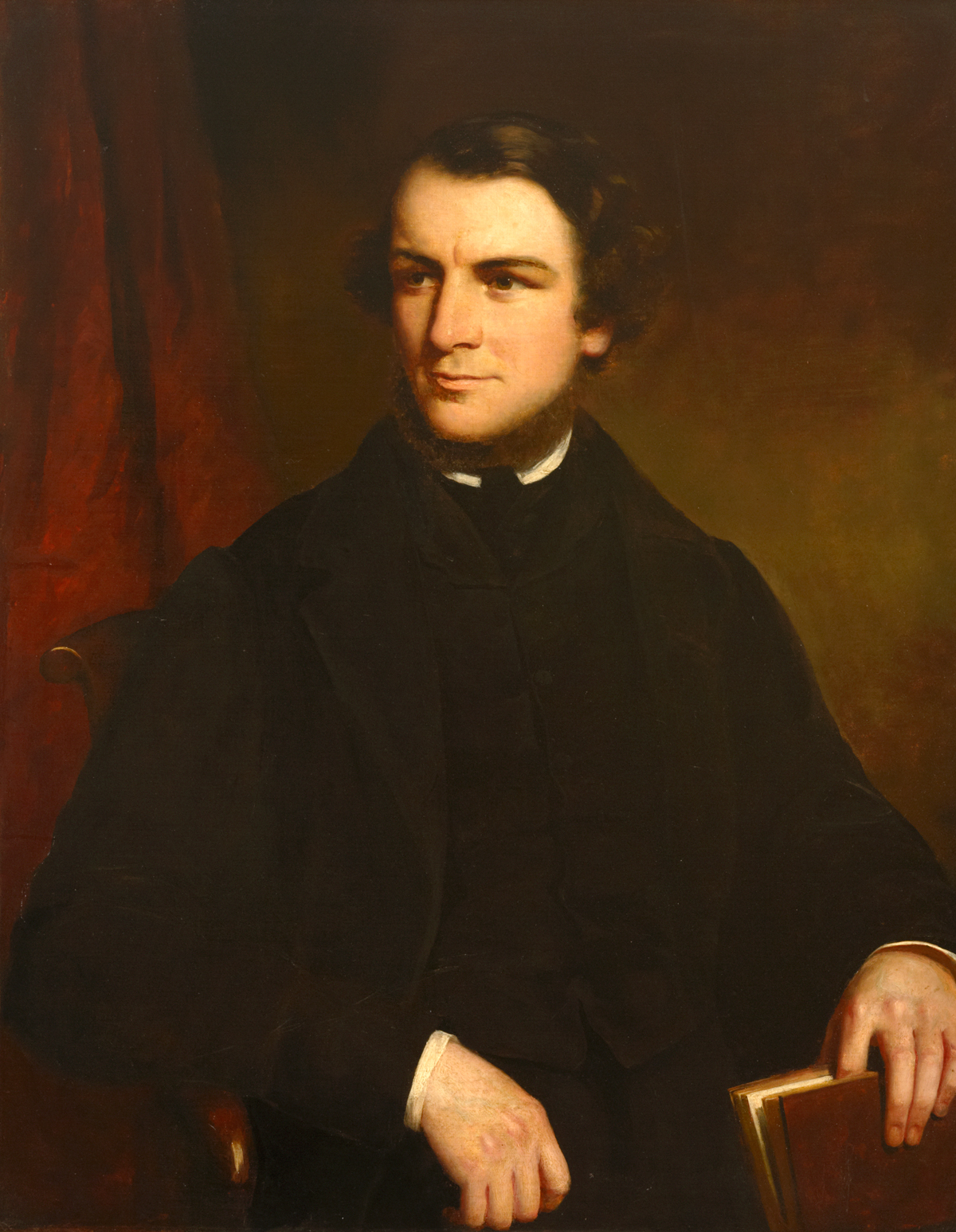
John Whitaker Hulke

John Whitaker Hulke (6 november 1830 – 19 februari 1895) was een Brits chirurg, geoloog en fossielenverzamelaar. Hulke bestudeerde veel fossielen, zoals die van Hypsilophodon en Iguanodon. In 1888 ontving hij de prestigieuze Wollaston Medal voor zijn werk.